# Coppa Italia 2013-2014 (hockey su ghiaccio)
La Coppa Italia 2013-2014 di hockey su ghiaccio è stata la 18ª edizione del trofeo.

## Formula
La Coppa Italia 2013-14 cambiò formula rispetto alle edizioni precedenti. Fra i quattro posti disponibili per la Final Four uno fu assegnato d'ufficio agli organizzatori, mentre gli altri tre posti validi sarebbero stati assegnati al termine di tre quarti di finale al meglio delle tre gare. Le tre squadre meglio classificate godono del fattore campo in caso di eventuale Gara-3. Il 17 ottobre 2013, in concomitanza con la Supercoppa italiana, fu organizzato un Draft per scoprire gli abbinamenti per i quarti. Val Pusteria e Asiago scelsero rispettivamente Cortina e Vipiteno, mentre fu automatica la scelta della sfida fra Valpellice e Milano.
Le squadre si incontrano in un'unica sede per semifinali e finali, giocate in due giorni consecutivi (la cosiddetta final four); in semifinale gli accoppiamenti vedranno scontrarsi le tre qualificate dopo i quarti di finale e la squadra organizzatrice, il Ritten Sport; le due vincitrici si scontreranno il giorno successivo nella finale. Le semifinali e la finale per il titolo si svolgeranno presso l'Arena Ritten di Collalbo il 30 novembre e il 1º dicembre 2013.

## Qualificazione
Inizialmente, in mancanza di una squadra organizzatrice, tutte e otto le squadre della Elite.A avrebbero dovuto prendere parte alla Coppa Italia, con quarti di finale che avrebbero determinato le quattro partecipanti alla Final Four. Le prime quattro avrebbero usufruito del fattore campo, mentre le prime tre classificate al termine della settima giornata avrebbero avuto anche la possibilità di scegliere direttamente l'avversaria per i quarti di finale.
Il 16 ottobre giunse la conferma da parte del Ritten Sport che sarebbe stata proprio la squadra altoatesina ad organizzare l'evento, guadagnando così automaticamente un posto nella Final Four. In questo modo il Val di Fassa fu escluso dall'evento, mentre le squadre dal secondo al settimo posto secondo l'ordine stabilito dal Draft si sarebbero giocate i tre posti rimanenti con quarti di finale al meglio delle tre gare.

### Classifica
|  | Pos. | Squadra          | Pt | G | V | VOT | POT | P | GF | GS | DR  |
|  | ---- | ---------------- | -- | - | - | --- | --- | - | -- | -- | --- |
|  | 1.   | Val Pusteria     | 18 | 7 | 6 | 0   | 0   | 1 | 31 | 17 | +14 |
|  | 2.   | Ritten-Renon     | 17 | 7 | 5 | 1   | 0   | 1 | 28 | 15 | +13 |
|  | 3.   | Asiago           | 15 | 7 | 5 | 0   | 0   | 2 | 33 | 18 | +15 |
|  | 4.   | Valpellice       | 9  | 7 | 3 | 0   | 0   | 4 | 20 | 26 | -6  |
|  | 5.   | Milano Rossoblu  | 9  | 7 | 3 | 0   | 0   | 4 | 19 | 24 | -5  |
|  | 6.   | Vipiteno Broncos | 7  | 7 | 2 | 0   | 1   | 4 | 17 | 25 | -8  |
|  | 7.   | Cortina          | 6  | 7 | 1 | 1   | 1   | 4 | 17 | 27 | -10 |
|  | 8.   | Fassa Falcons    | 3  | 7 | 1 | 0   | 0   | 6 | 24 | 36 | -12 |

Legenda:

      Ammesse alla Coppa Italia
Note:

Tre punti a vittoria, due punti a vittoria dopo overtime o rigori, un punto a sconfitta dopo overtime o rigori, zero a sconfitta.

### Draft
| Squadra 1    | Risultato | Squadra 2        |
| ------------ | --------- | ---------------- |
| Val Pusteria | 2-1       | Cortina          |
| Asiago       | 2-0       | Vipiteno Broncos |
| Valpellice   | 2-0       | Milano Rossoblu  |

## Quarti di finale

### Val Pusteria - Cortina
| Brunico 24 ottobre 2013, ore 20:30 | Val Pusteria                         | 2 – 3 (d.t.s.) (0-0; 1-2; 1-0) referto | Cortina | Leitner Solar Arena (1.217 spett.)\| Arbitri: \| Daniel Gamper Massimiliano Rebeschin \| |
| Arbitri:                           | Daniel Gamper Massimiliano Rebeschin |                                        |         |                                                                                          |

| Cortina d'Ampezzo 27 ottobre 2013, ore 19:00 | Cortina                        | 2 – 7 (1-0; 0-3; 1-4) referto | Val Pusteria | Stadio Olimpico del Ghiaccio (720 spett.)\| Arbitri: \| Glauco Colcuc Claudio Pianezze \| |
| Arbitri:                                     | Glauco Colcuc Claudio Pianezze |                               |              |                                                                                           |

| Brunico 29 ottobre 2013 | Val Pusteria                   | 7 – 3 (2-0; 3-2; 2-1) referto | Cortina | Leitner Solar Arena (1.098 spett.)\| Arbitri: \| Daniel Gamper Gregory Loreggia \| |
| Arbitri:                | Daniel Gamper Gregory Loreggia |                               |         |                                                                                    |

### Asiago - Vipiteno
| Asiago 24 ottobre 2013, ore 20:30 | Asiago                             | 5 – 3 (0-0; 1-1; 4-2) referto | Vipiteno Broncos | Hodegart (800 spett.)\| Arbitri: \| Michele Gastaldelli Andrea Moschen \| |
| Arbitri:                          | Michele Gastaldelli Andrea Moschen |                               |                  |                                                                           |

| Vipiteno 26 ottobre 2013, ore 19:30 | Vipiteno Broncos                    | 3 – 5 (1-0; 2-2; 3-0) referto | Asiago | DiscoArena (712 spett.)\| Arbitri: \| Andrea Benvegnù Michele Gastaldelli \| |
| Arbitri:                            | Andrea Benvegnù Michele Gastaldelli |                               |        |                                                                              |

### Valpellice - Milano
| Torre Pellice 24 ottobre 2013, ore 20:30 | Valpellice                    | 7 – 2 (3-0; 3-1; 1-1) referto | Milano Rossoblu | Stadio Cotta Morandini (981 spett.)\| Arbitri: \| Luca Cassol Leandro Soraperra \| |
| Arbitri:                                 | Luca Cassol Leandro Soraperra |                               |                 |                                                                                    |

| Milano 26 ottobre 2013, ore 18:30 | Milano Rossoblu            | 2 – 4 (0-2; 1-0; 1-2) referto | Valpellice | Stadio del ghiaccio Agorà (1.171 spett.)\| Arbitri: \| Alex Lazzeri Karel Metelka \| |
| Arbitri:                          | Alex Lazzeri Karel Metelka |                               |            |                                                                                      |

## Final Four
|  | Semifinali | Semifinali   | Semifinali |              |   | Finale       | Finale | Finale |  |
|  |            |              |            |              |   |              |        |        |  |
|  | 1          | Ritten-Renon | 2          |              |   |              |        |        |  |
|  | 1          | Ritten-Renon | 2          |              |   |              |        |        |  |
|  | 4          | Valpellice   | 1          |              |   |              |        |        |  |
|  | 4          | Valpellice   | 1          |              | 1 | Ritten-Renon | 4‡     |        |  |
|  |            |              |            |              | 1 | Ritten-Renon | 4‡     |        |  |
|  |            |              | 2          | Val Pusteria | 3 |              |        |        |  |
|  | 2          | Val Pusteria | 2          | Val Pusteria | 3 | 3            |        |        |  |
|  | 2          | Val Pusteria |            |              |   |              |        |        |  |
|  | 3          | Asiago       | 1          |              |   |              |        |        |  |

†: partita terminata ai tempi supplementari
‡: partita terminata ai tiri di rigore

### Semifinali
| Arbitri: | Luca Cassol Claudio Pianezze |

|                                                                                |           |                                    |
| McCauley (Campbell) 33:39 McCauley (Elliscasis, Scandella) 40:27 O'Marra 59:57 | Marcatori | 44:07 Sullivan (Zanette, Borrelli) |

| Arbitri: | Leandro Soraperra Andrea Moschen |

|                                                                    |           |                                 |
| Johansson (Nelson, Siddall) 07:20 Scelfo (Spinell, Rampazzo) 41:46 | Marcatori | 05:34 Ihnacak (Johnson, Barney) |

### Finale
| Arbitri: | Karel Metelka Daniel Gamper |

|                                                                                                 |                | |
| Tudin (Ansoldi, Daccordo) 07:57 Ansoldi (Scelfo, Gruber) 49:16 Daccordo (Scelfo, Spinell) 52:09 | Marcatori      | 18:08 Hofer (Campbell, Scandella) 22:52 McCauley (Scandella) 33:27 McCauley (Soderstrom, Scandella) |
| Ansoldi                                                                                         | Shootout 1 – 0 | |

## Verdetti
- Vincitrice Coppa Italia:  Ritten Sport

| Campioni della Coppa Italia 2013-2014 Ritten Sport | Portieri: Chris Mason, Josef Niederstatter Difensori: Travis Ramsey (C), Ivan Tauferer, Max Ploner, David Urquhart, Gabe Guentzel, Ruben Rampazzo, Ingemar Gruber Attaccanti: Patrick Rissmiller, Andreas Alber, Julian Kostner, Alexander Eisath (A), Daniel Tudin, Matt Siddall, Lorenz Daccordo, Luca Ansoldi, Mirko Quinz, Levi Nelson, Emanuel Scelfo, Thomas Spinell (A) Staff Tecnico: Rob Wilson (Allenatore), Roberto Scelfo (Ass. allenatore) |